# Malipiero (famiglia)
I Malipiero furono una nobile famiglia veneziana ascritta al patriziato.

## Storia
Riguardo alle origini della casata, le tradizioni divergono tra loro; infatti, alcune la dicono di Aquileia, altri di Altino, altri dalla Germania e altri ancora dalla Boemia. In ogni caso, tutte concordano sulla loro antichità e li dicono coinvolti nella vita politica lagunare già nei primi tempi. Ciononostante, non erano considerati tra le casate più nobili del loro ceto (facevano parte dei cosiddetti curti).
A lungo si è ritenuto che i Malipiero fossero da identificare con i Mastropiero, a cui appartenne il doge Orio Mastropiero. Solo in tempi recenti lo storico Vittorio Lazzarini ha dimostrato che si tratta di due famiglie differenti, come suggerito dall'etimo dei cognomi: mentre i Mastropiero dovrebbero avere come capostipite un magister Petrus, i Malipiero discenderebbero da un Marinus Petrus.
La famiglia diede alla Repubblica il doge Pasquale (1392 ca. - 1462), il cui governo (1457 - 1462) rappresentò un periodo di pace dopo le guerre condotte sotto Francesco Foscari. Si citano poi il provveditore Stefano il quale, accanto al capitano Pietro Mocenigo, fu impegnato contro i Turchi alla Boiana; Marino († 1478), ambasciatore presso Sigismondo di Lussemburgo; Tommaso Malipiero, provveditore al campo del Carmagnola; Domenico (1445 - 1513), che partecipò alla conquista di Gallipoli e fu autore di Annales che testimoniano le prime imprese marinare dei Portoghesi; Caterino, distintosi a Lepanto; Antonio, letterato amico di Paolo Sarpi.
Benché un tempo numerosi e distinti in diversi rami, i Malipiero si estinsero nel 1856 con la linea "delle Procuratie Vecchie". Nel secolo successivo sono venuti meno anche i Moro Malipiero, discendenti per linea femminile.

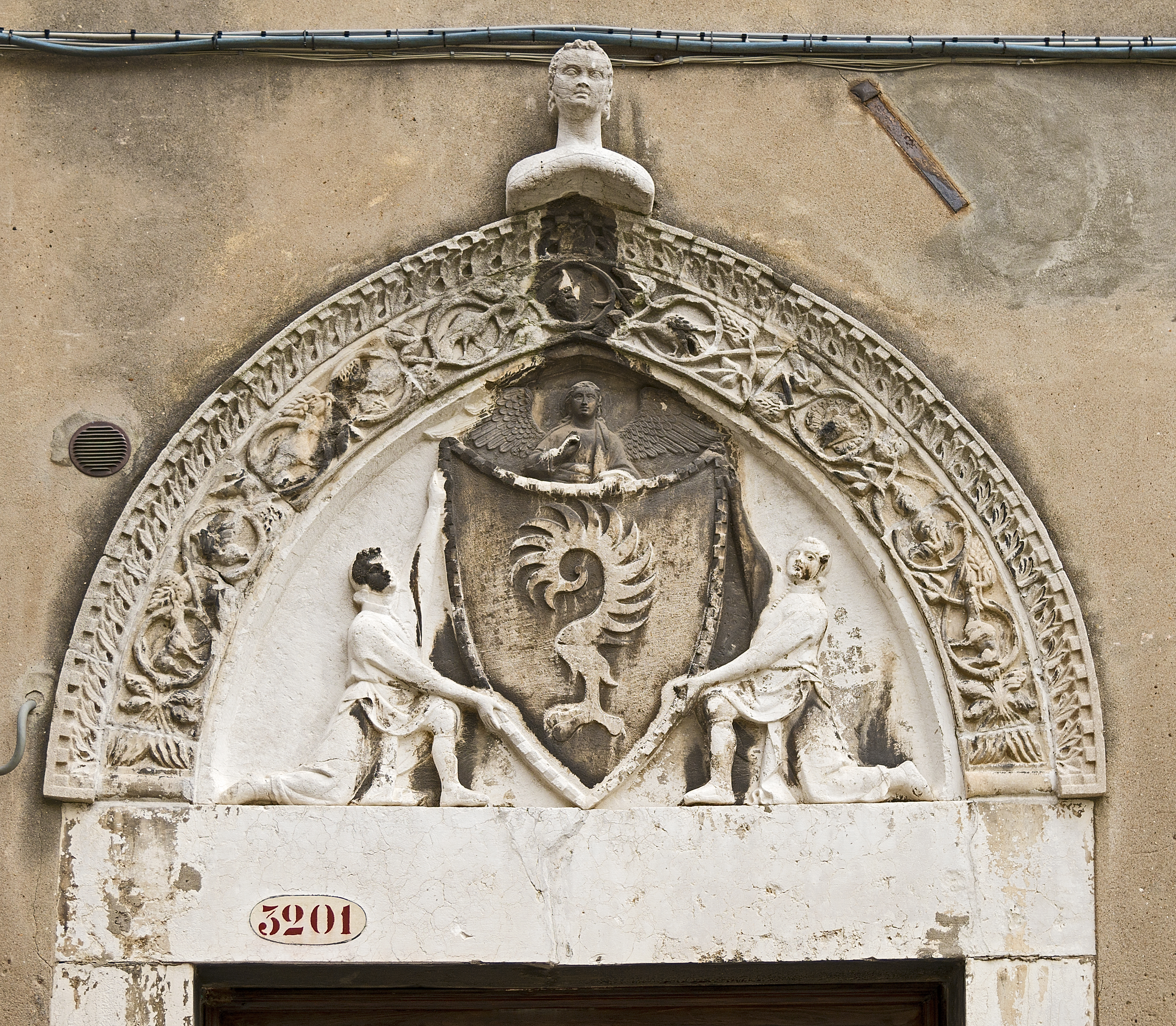
Dettaglio del portale di palazzo Malipiero a San Samuele, sormontato dallo stemma della famiglia.

## Membri illustri
- Pasquale Malipiero, detto dux pacificus (1392–1462) - sessantaseiesimo doge
- Troilo Malipiero (1770-1829), scrittore e filosofo
- Felicia Malipiero (… – dopo 978), dogaressa,

Legata alla famiglia era anche Laura Malipiero († 1660), che nel Seicento fu implicata in alcuni casi di stregoneria: sua madre Isabella era figlia naturale di Gianpaolo Malipiero del ramo di San Gregorio.

## Palazzi

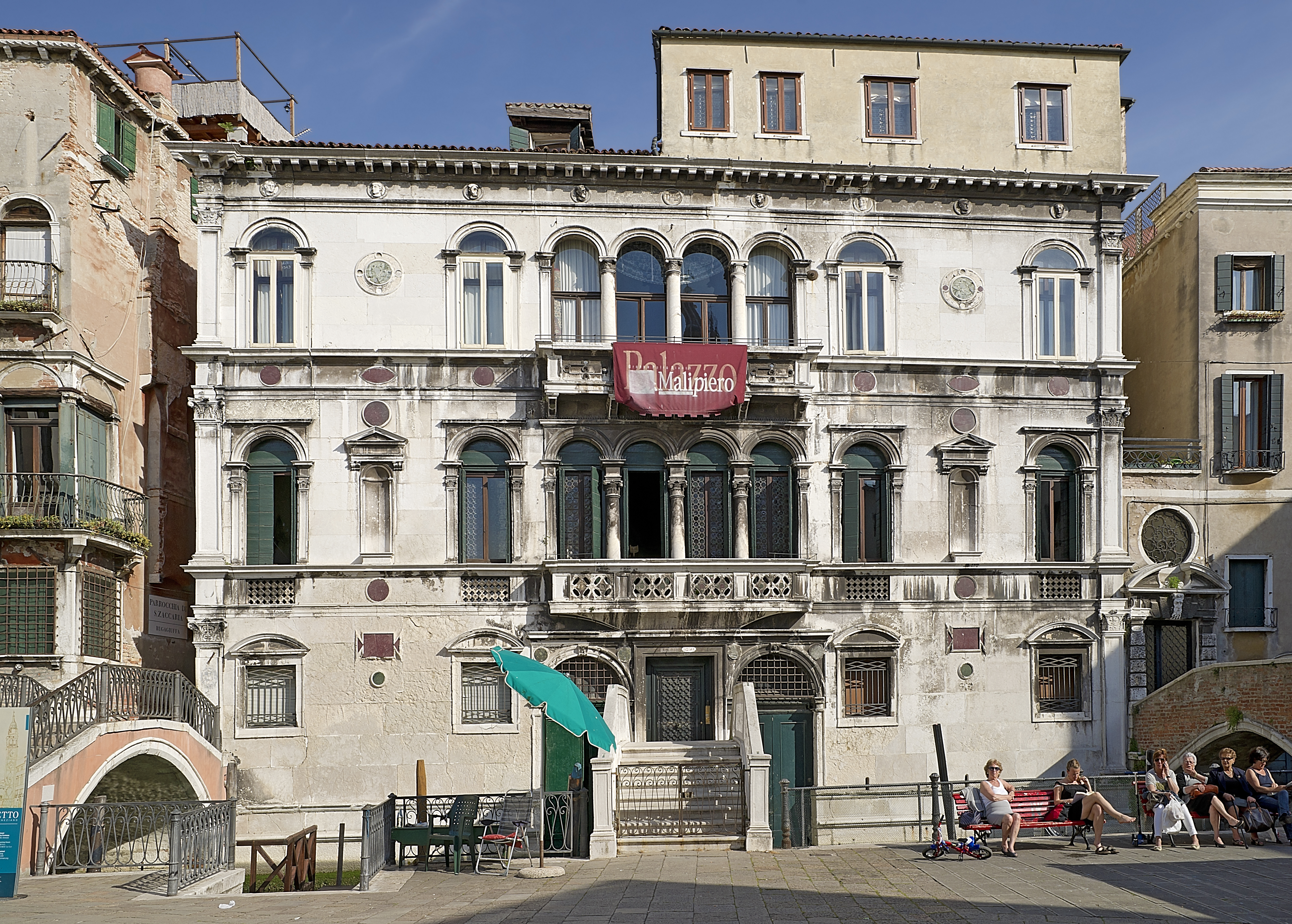
Palazzo Malipiero Trevisan, Campo Santa Maria Formosa, Venezia

- Palazzo Malipiero
- Palazzo Malipiero Trevisan